# C/2020 F8
C/2020 F8(SWAN)又稱史旺彗星（Comet SWAN），是一顆奧爾特雲彗星，是天文學家在2020年3月25日於太陽和太陽圈探測器太陽風各向異性 (SWAN)相機於上拍攝的圖片中發現的。在暮色中，史旺彗星雖然仍接近理論肉眼可見範圍，但是使用50mm雙筒望遠鏡仍很難發現它。這顆彗星從5月3日開始變暗。這顆彗星在近日點非常分散，沒有可見的核心，也不是無經驗的觀察者會注意到的彗星，這顆彗星很可能已經解體。

## 觀測史
2020年4月28日，彗星視星等為7等，並且過於彌散，即使在黑暗的地方也無法用肉眼看到。這顆彗星也被暮光、黃道光和大氣消光所掩蓋。當時預計彗星可能會在5月達到3等，但實際上卻徘徊在接近6等的水平。在這種情況下，彗星因為接近暮光，顯得更暗。5月2日，彗星的亮度已達到4.7等，並已被肉眼探測到，彗尾的視覺長度為1度，通過攝影方式則有6-8度。之後，彗星消失了，可能是因為彗核破碎。彗星於5月7日穿過天球赤道，然後向北移動，並於5月20日接近大陵五。彗星於2020年5月27日通過了近日點。

## 外部連結
- C/2020 F8 (SWAN) （页面存档备份，存于） – Seiichi Yoshida
- C/2020 F8 (SWAN) （页面存档备份，存于） – JPL
- C/2020 F8 Swan on June 1 （页面存档备份，存于） (without a defined nucleus) – Michael Jäger
- C/2020 F8 (SWAN) （页面存档备份，存于） – AiM-Project